# Adipinsäuredibutylester
Adipinsäuredibutylester ist eine chemische Verbindung aus der Gruppe der Carbonsäureester.

## Gewinnung und Darstellung
Adipinsäuredibutylester kann durch Veresterung von Adipinsäure mit Butylalkohol oder durch Umesterung von Adipinsäurediethylester gewonnen werden.

## Eigenschaften
Adipinsäuredibutylester ist eine brennbare, schwer entzündbare, farblose Flüssigkeit (Flammpunkt > 113 °C) mit schwachem Geruch, die praktisch unlöslich in Wasser ist.

## Verwendung
Adipinsäuredibutylester wird in Kosmetika als Hautpflegemittel und Filmbildner verwendet. In PVC dient es als Weichmacher.